# Украинский (Егорлыкский район)
Украи́нский — хутор в Егорлыкском районе Ростовской области Российской Федерации.
Входит в состав Войновского сельского поселения.

## География
Хутор находится в юго-западной части Ростовской области, возле административной границы с Краснодарским краем, на расстоянии 12 км к востоку от станицы Егорлыкская, административного центра района.

## Население
| 1989 | 2002 | 2010 |
| ---- | ---- | ---- |
| 342  | ↗388 | ↘338 |

## Улицы
- ул. Лиманная,
- пер. Школьный[3].

## Экономика
Основа экономики — сельское хозяйство.

## Инфраструктура
На хуторе функционируют общеобразовательная школа № 14 и фельдшерско-акушерский пункт.